# Rémy Pagani

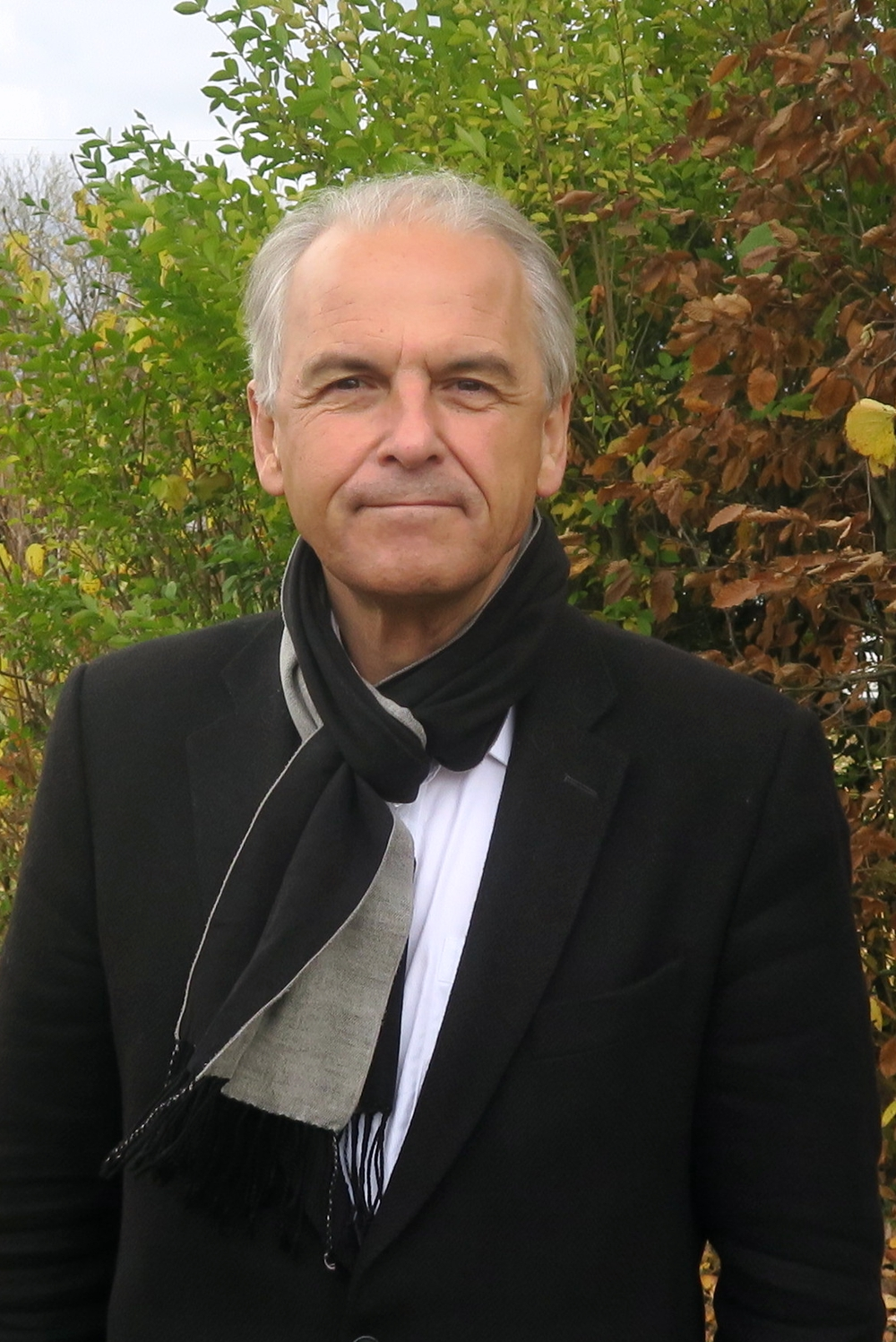
Rémy Pagani (2017).

Rémy Pagani (* 21. April 1954 in Genf) ist ein Schweizer Politiker (Linke Alternative) und Schriftsteller.
Er arbeitete seit 1987 als Gewerkschaftssekretär. 1997 wurde er in den Genfer Grossrat gewählt.
Er ist seit 2007 Mitglied der Genfer Stadtregierung und amtete von 2009 bis 2010 und wieder vom 1. Juni 2012 bis 31. Mai 2013 als Stadtpräsident von Genf (französisch Maire de Genève). Vom 1. Juni 2017 bis 31. Mai 2018 hatte er dieses Amt erneut inne.
Pagani hat mehrere Romane in französischer Sprache verfasst.